# Diarrheneae
Diarrheneae, tribus trava, dio potporodice Pooideae. Postoji pet priznatih vrsta, sve su trajnice, hemikriptofiti iz Azije (3 vrste) i Sjeverne Amerike (dvije vrste). Ponekad se 3 azijske vrste klasificiraju u poseban rod Neomolinia, a dvije američke u rod Diarrhena.

## Rodovi
1. Diarrhena P. Beauv. (2 spp.)
2. Neomolinia Honda (3 spp.)